# Night Ripper
Night Ripper è il terzo album in studio del musicista americano Gregg Gillis, pubblicato con il suo nome d'arte Girl Talk il 9 maggio 2006 da Illegal Art. È un album mash-up composto principalmente da campioni presi dalla musica di altri artisti, mentre incorpora anche piccole quantità di strumentazione originale registrata dallo stesso Gillis. Prodotto come un unico pezzo musicale senza interruzioni prima di essere successivamente suddiviso in singole tracce, Night Ripper è stato composto da Gillis in un periodo di circa otto mesi, durante i quali ha diviso il tempo tra la produzione dell'album e il suo lavoro di ingegnere biomedico.
Illegal Art inizialmente pubblicò Night Ripper come download digitale sul loro sito web, successivamente rese l'album disponibile su altri siti e spedì l'album a negozi di dischi selezionati a causa della forte domanda. Nessuno dei campioni utilizzati sull'album è stato cancellato prima del rilascio, costringendo diversi rivenditori online a ritirare l'album dalle loro liste. Night Ripper è stato successivamente ripubblicato per il download sul sito web di Illegal Art attraverso un nuovo sistema di prezzi "paga quello che vuoi".
Night Ripper ha ricevuto recensioni generalmente positive dalla critica, che ha elogiato la scelta dei campioni di Gillis e la sua efficienza nel metterli insieme per creare nuove tracce. È apparso negli elenchi di fine anno di numerose pubblicazioni dei migliori album del 2006. L'album è stato descritto come l'album rivoluzionario di Gillis, contribuendo a rafforzare la sua reputazione e portando diversi artisti a commissionargli un lavoro di remix.
In una recensione entusiastica, Cam Lindsay di Exclaim! ha elogiato la coesione "straordinaria" dell'album e ha scritto: "Gillis è un artigiano rigoroso, e la sua abilità di assemblaggio è quasi perfetta fino al secondo, introducendo la canzone successiva nel momento più opportuno." Anche Sean Fennessey di Pitchfork ha risposto favorevolmente, lodando la "pura precisione" del campionamento di Girl Talk e nominando l'album la "colonna sonora dell'estate" per il 2006. Robert Christgau, nella sua rubrica "Consumer Guide" per MSN Music, ha definito Night Ripper "il miglior album mash-up dal 2002, quando fu pubblicato "The Best Bootlegs in the World Ever" e ha paragonato Girl Talk ai famosi campionatori DJ Shadow e The Avalanches,.."

## Tracce
1. Once Again – 2:40
2. That's My DJ – 2:08
3. Hold Up – 2:50
4. Too Deep – 2:29
5. Smash Your Head – 3:01
6. Minute by Minute – 3:12
7. Ask About Me – 2:26
8. Summer Smoke – 2:17
9. Friday Night – 3:12
10. Hand Clap – 1:53
11. Give and Go – 2:53
12. Bounce That – 3:24
13. Warm It Up – 2:15
14. Double Pump – 1:45
15. Overtime – 2:15
16. Peak Out – 3:20